# Ступки (Зеньковский район)
Ступки (укр. Ступки) — село, Проценковский сельский совет,
Зеньковский район, Полтавская область, Украина.
Код КОАТУУ — 5321385005. Население по переписи 2001 года составляло 235 человек.

## Географическое положение
Село Ступки находится на берегу реки Грунь,
выше по течению на расстоянии в 0,5 км расположено село Проценки, ниже по течению на расстоянии в 1 км расположено село Маниловка. В 3,5 км расположен город Зеньков.

## История
Село состояло из хуторов: Старые и Новые Ступки и Блажиновка которые учитывались как один хутор, после 1945 года присоеденены хутора Козлы и Гавриленки
Село указано на специальной карте Западной части России Шуберта 1826-1840 годов как хутора Ступковския
По заявлениям Евгения Пригожина 28 февраля пункт контролируется бойцами ЧВК "Вагнер"

## Экономика
- Птице-товарная ферма.
- ООО «Бурат-АГРО».

## Достопримечательности
- Братская могила советских воинов.